# Бренда Голліс
Бренда Дж. Голліс (англ. Brenda J. Hollis) — американська юристка.

## З біографії
У лютому 2010 року призначена Генеральним секретарем ООН Пан Гі Муном прокуроркою Спеціального суду для Сьєрра-Леоне, замінивши Стівена Раппа. Голліс була головним прокурором у Спеціальному суді та працювала головним прокурором у судовому розгляді та апеляції у справі проти Чарлза Тейлора, колишнього президента Ліберії. Голліс раніше обіймала посаду прокурора Залишкового спеціального суду для Сьєрра-Леоне, який замінив Спеціальний суд у грудні 2013 року; наразі Джеймс Джонсон, ад'юнкт-професор Школи права Університету Кейс Вестерн Резерв, виконує обов'язки головного прокурора Остаточного спеціального суду Сьєрра-Леоне. Вона також є резервною міжнародною співобвинувачуою у надзвичайних палатах у судах Камбоджі (Трибунал червоних кхмерів) і працює консультанткою у сфері міжнародного кримінального права та процесу.
У 2002 і 2003 роках Голліс працювала консультанткою прокурора Спеціального суду та брала участь у початкових розслідуваннях і надавала поради щодо вимог міжнародного кримінального права. У 2006 році вона знову працювала консультанткою Спеціального суду, вносячи зміни в обвинувачення проти Чарльза Тейлора і готуючи справу до суду.
Голліс працювала юридичною консультанткою із суддями, прокурорами та слідчими індонезійських ad hoc судів з прав людини та Спеціального трибуналу для Іраку. Вона працювала з групами неурядових організацій, щоб підготувати подання до Прокурора МКС та надавати технічну допомогу надзвичайним палатам у судах Камбоджі. До роботи юридичною консультанткою Голліс працювала на різних посадах в Офісі прокурора в Міжнародний кримінальний трибунал для колишньої Югославії, де організовувала процесуальні дії, готувала матеріали та брала участь у судовому переслідуванні за його першими справами, зокрема за справою Тадіча — першою судовою справою в міжнародному трибуналі після Нюрнберга, та справою Фурунджії, першою справою, у якій висунуто звинувачення у сексуальному насильстві як катуванні.
Голліс служила офіцером ВПС США протягом 22 років. Вийшла у відставку у званні полковника.
Голліс має ступінь доктора юриспруденції Денверського університету та ступінь бакалавра мистецтв Державного університету Боулінг-Грін. Вона отримала почесні ступені від Case Western School of Law та Bowling Green State University.